# Clubiona frisia
Clubiona frisia este o specie de păianjeni din genul Clubiona, familia Clubionidae, descrisă de Jörg Wunderlich și Schuett, 1995. Conform Catalogue of Life specia Clubiona frisia nu are subspecii cunoscute.